# Neša Bridžis
Nenad Danilović, poznatiji pod pseudonimom Neša Bridžis (Beograd, 19. april 1980) srpski je stendap komičar.

## Biografija
Rođen je u Beogradu, na Čuburi, 19. aprila 1980. Komedijom se bavi, kako sam kaže, još od malih nogu, a profesionalni angažman je započeo 2010. godine. Proslavio se pesmom Ej, Riki Martine. Danas, iako ga nikada nije zapisao, ima preko osam sati teksta sa kojim neizmenično nastupa. Majstor je imitacija i odličan improvizator. U dosadašnjoj karijeri održao je oko 1.500 profesionalnih nastupa. Sa svojim predstavama je obišao celu Srbiju, mnoge gradove i po više puta, a nastupao je i u inostranstvu. Ljubitelji stand up komedije iz regiona jako dobro znaju Nešu Bridžisa, bio je gost na velikom broju festivala u Hrvatskoj, Sloveniji, Bosni, Makedoniji, Crnoj Gori... I pored straha od letenja, publika je imala priliku da ga vidi i u Australiji.
Bio je učesnik 3. sezone poznatog šou programa Tvoje lice zvuči poznato i osvojio treće mesto.